# Экеспарре, Оскар Рейнгольдович
 Оскар Рейнгольдович Экеспарре  (нем. Oskar Arkadius Otto von Ekesparre-Olbrück; 1839—1925) — гофмейстер двора, член Государственного Совета Российской империи.

## Биография
Родился 21 июля 1839 года на острове Эзель Лифляндской губернии в семье потомственных столбовых дворян Экеспарре.
В 1858 году закончил Второй кадетский корпус и был зачислен прапорщиком в лейб-гвардии Семёновский полк, с причислением к Николаевской инженерной академии. В 1861 году вышел в отставку и перешёл в Политехникум Карлсруэ, который окончил в 1864 году гражданским инженером.
В 1864 году поступил на службу при постройке Балта-Елисаветград-Одесской железной дороги. В 1867 году назначен исполнять должность директора этой дороги. В 1869 году назначен обер-инженером Харьково-Николаевской железной дороги, а через два года назначен директором этой дороги и главным инженером Знаменка-Николаевской железной дороги. В 1874 году оставил железнодорожную службу и уехал на родину на остров Эзель.
Вскоре после возвращения был избран от острова Эзель депутатом на конвент дворянства, а 5 февраля 1876 года избирается «предводителем обособленного дворянства острова Эйзель» (права губернского предводителя дворянства) и в течение 30 лет переизбирался на эту должность до 3 июня 1906 года, когда был избран в члены Государственного Совета.
В 1878 году утвержден почетным попечителем Аренбургской гимназии. В 1889 году назначен почетным мировым судьей эзельского судебного мирового округа.
В 1888 году участвовал в заседании Государственного Совета по вопросу о реорганизации полицейского управления в Прибалтийском крае, а в 1889 году в комиссии, под председательством фон Плеве, по вопросу о реформе земских сборов в Прибалтийском крае. В 1900 году принимал участие в совещании Государственном Совете по вопросу об отмене пропинационного права и вознаграждении вотчинных владельцев, которым принадлежало это право.
3-го июня 1906 года от дворянских обществ был избран в члены Государственного Совета. С 1906 года безпрерывно переизбирался Государственным Советом в члены финансовой комиссии Совета, членом которой он вновь избран на сессию 1913—1914.
С 1908 года он избирался финансовой комиссией заместителем её председателя, на каковую должность он вновь избран финансовой комиссией 1913—1914. Когда в 1908 году была образована Высочайше учрежденная особая Высшая комиссия для всестороннего исследования железнодорожного дела в России Экеспарре по Высочайшему повелению назначен состоять членом этой комиссии, а в сентябре 1909 года Высочайше назначен товарищем председателя этой комиссии и оставался в этой должности до закрытия комиссии 1-го июня 1913 года.
За время существования Высочайше учрежденной комиссии Экеспарре, в качестве председателя выделенной из состава Высшей комиссии особой комиссии, обследованы были в течение 1909—1912 годов на местах 15 казенных железных дорог. При рассмотрении государственной росписи в общем собрании Государственного Совета, Экеспарре все время состоял докладчиком финансовой комиссии по смете управления железных дорог и чрезвычайной смете Министерства Путей Сообщения.
После революции в России эмигрировал в Эстонию. Скончался 27 декабря 1925 в Аренсбурге (Эстония).

## Награды
- Орден Святого Станислава 1-й степени (1896)
- Орден Святой Анны 1-й степени (1901)
- Орден Святого Владимира 2-й степени (1 января 1910)
- Орден Белого орла (1914)
- Виртембергский орден Фридриха IV степени.